# Leucopogon glaucifolius
Leucopogon glaucifolius är en ljungväxtart som beskrevs av Robert Desmond David Fitzgerald. Leucopogon glaucifolius ingår i släktet Leucopogon och familjen ljungväxter. Inga underarter finns listade i Catalogue of Life.